# Oemopteryx leei
Oemopteryx leei is een steenvlieg uit de familie vroege steenvliegen (Taeniopterygidae). De wetenschappelijke naam van de soort is voor het eerst geldig gepubliceerd in 2009 door Baumann & Kondratieff.